# 日産サティオ新潟
株式会社日産サティオ新潟（にっさんサティオにいがた）は、新潟県新潟市東区に本社のある、日産自動車のレッドステージ店（旧サティオ店）である。主に新潟県下越地方に店舗網を持つ。
地場独立資本のディーラーである。2016年8月1日付けで、グループ会社の「新潟日産自動車」と一体化し持株会社制に移行。（旧）株式会社日産サティオ新潟はグループ統括会社「株式会社NSホールディングス」に変更。新規事業法人として「株式会社日産サティオ新潟」を設立し再スタートした。

## 事業所
- 大形店/新潟市東区寺山2-1-11
- 鵜ノ子インター店/新潟市江南区東早通2-2-2
- 青山店/新潟市西区青山5-10-1
- 流通センター店/新潟市西区流通センター2-1-1
- 豊栄店/新潟市北区木崎1148-2
- 新発田店/新発田市新栄町3-3-19
- 三条店/三条市下須頃249-1
- 日産佐渡販売/佐渡市東大通861-1

過去店舗
- 五泉店（閉店後更地になりコンビニが出店したが、コンビニ閉店後再度更地になり、現地に新潟日産五泉店が2020年中に移転予定）
- 新潟万代店（現 ルノー新潟）
- 村上店（現 新潟日産村上店）